# Kokako
Kokako (Callaeas) é um gênero de aves da família Callaeidae. Há duas espécies de kokako endêmicas de cada uma das principais ilhas da Nova Zelândia, sendo que a do sul está provavelmente extinta.